# Amarah
Amarah (Arabisch: العمارة, al-ʿAmāra) is een stad in Irak en is de hoofdplaats van het gouvernement Maysan.
In 2002 telde Amarah ongeveer 340.000 inwoners.